# The Lords of the New Church
The Lords of the New Church (engl. „die Herren der Neuen Kirche“) war eine Band, die 1981 gegründet wurde und deren Mitglieder aus der US-amerikanischen und der britischen Punk-Szene kamen.
Der Sänger Stiv Bators war Gründungsmitglied der Dead Boys, Gitarrist Brian James kam von The Damned, Bassist Dave Tregunna spielte zuvor bei Sham 69, und Nick Turner hatte bei The Baracudas getrommelt.
Der Musikstil der Lords of the New Church enthielt Elemente aus dem Punk-Rock und wird dem Gothic Rock beziehungsweise dem Post-Punk zugerechnet.

## Geschichte
Stiv Bators und Brian James lernten sich im April 1977 beim Konzert von The Damned im CBGB kennen. Der Kontakt wurde während einer gemeinsamen England-Tour der Bands Dead Boys und The Damned intensiviert. 1980 gründeten sie zusammen mit Dave Tregunna, ehemals bei Sham 69 und dem Ex-The-Damned-Schlagzeuger Rat Scabies eine Band namens Dead Damned Sham Band. Die Gruppe gab jedoch nur ein einziges Konzert, dann wurde Scabies durch Nick Turner ersetzt.
In dieser Besetzung nannte sich die Band The Lords of the New Church, angelehnt an den Song New Church aus dem Album Crossing the Red Sea with The Adverts von The Adverts. The Lords of the New Church spielte 1982 ein erstes Album ein, das ebenfalls den Namen The Lords of the New Church trug. Obwohl das Studioalbum gut ankam, die Single-Auskopplung Open Your Eyes erreichte Platz 27 der Billboard-Charts, erhielten die Live-Konzerte die höhere Aufmerksamkeit, vor allem durch die spektakuläre Performance Bators’, der oftmals sein Leben für die Bühnenshow riskierte und sich dabei zahlreiche Verletzungen zuzog. Einmal erdrosselte er sich fast selbst bei seiner Gewohnheit, das Mikrofonkabel während des Auftritts mehrmals um den Hals zu schwingen.
Die Band veröffentlichte im Jahr 1983 ihr zweites Album Is Nothing Sacred?. Mit der Single Dance with Me erreichte die Band auch ein jüngeres Publikum, da der Titel bei MTV gespielt wurde. Das dritte Studioalbum The Method to Our Madness wurde vom Heavy-Metal-Produzenten Chris Tsangarides in einem historischen Schlossbau bei Nizza aufgenommen und im Jahr 1984 veröffentlicht. Das Album kam auf Platz 158 der Billboard 200. Auch eine Verballhornung von Madonnas Song Like a Virgin erschien im Jahr 1985 als Single.
Im Mai 1985 kam es zur Auflösung des Plattenvertrags mit I.R.S. Records. Zudem kam es immer wieder zu Veränderungen in der Aufstellung der Musiker, hauptsächlich wegen finanzieller Probleme. Tregunna wurde zeitweise durch Grant Flemming ersetzt, kam dann aber wieder zurück. Der Gitarrist Alistair Simmons wurde für kurze Zeit aufgenommen, dann aber wieder entlassen. Turner verließ die Band und wurde durch Danny Fury ersetzt.
Im Jahr 1985 waren die Lords of the New Church mit dem Titel Method to my Madness im Hintergrund der US-amerikanische Filmkomödie L.I.S.A. – Der helle Wahnsinn zu hören, und im Jahr 1986 wurde der Song Good to be Bad Teil des Soundtracks zum Horrorfilm Texas Chainsaw Massacre 2.
Im Jahr 1988 wurde das Live-Doppelalbum Scene of the Crime, das am 19. Januar 1985 im Volkshaus in Zürich aufgenommen worden war, und das Konzertalbum Live at the Spit mit Aufnahmen von der USA-Tour im Jahr 1984, veröffentlicht. Das Album Second Coming, das 1989 als Split-LP gemeinsam mit der Band The Evil Boys, einer kurzzeitigen Reunion der Dead Boys, war während der Tour im Jahr 1988 in der BRD entstanden.
Nachdem Bators sich erneut verletzt hatte und James per Anzeige einen kurzzeitigen Ersatz für den Sänger suchte, erreichten die Unstimmigkeiten ihren Höhepunkt, und die Band löste sich auf.
Bators trug beim letzten Konzert im Jahr 1989 demonstrativ ein T-Shirt, auf dem das Zeitungsinserat von James’ Suchanzeige aufgedruckt war.

## Wahrnehmung in der Presse
Bernd Matheja vom Musikexpress bestätigt den Autoren Bators und James in seiner Rezension zum Debütalbum mit dem Titel The Lords of the New Church aus dem Jahr 1982, dass sie „prächtige Refrains mit hohem Wiedererkennungswert“ lieferten, drum herum seien „angenehm simple Strophen“ angelegt. Im Musikstil hört er Reste von Punk- und Garage Rock. Als Fazit bezeichnet der das Album „als den bislang herrlichsten trash dieses Jahres – druckvoll und amüsant“.
Bill Casse erkennt in seiner Rezension über das Album auf Allmusic ebenfalls die Wurzeln der Band im Punk-Rock, hält The Lords of the New Church jedoch nicht für eine durchschnittliche Punk-Band. In Bators sieht er „Gesicht, Mund und Herz der Gruppe“. Bators werfe sich in die „Rolle des Rock ’n’ Roll-Dichters, -Priesters und Propheten“ und zeige „lyrische Reife“. The Lords of the New Church sei ein Artefakt der Ronald-Reagan-Ära, Bators’ Kernbotschaft der persönlichen Freiheit vermittele er mit Eifer und Aufrichtigkeit.
In ihrem Review für den Musikexpress über ein Konzert der Lords of the New Church in Los Angeles im Whisky a Go Go im Herbst 1982 schreibt Silvie Simmons von „ausgekochten Musikern, vitalen Songs“ und „hervorragenden Melodien“. Zum Teil klinge die Band „massiv, psycho-delisch“ [sic!] und lasse sich „bei ihren Backgroundvocals zu einer Mischung aus Punk und gregorianischen Chören hinreißen“.
Bill Casse sieht im zweiten Studioalbum Is Nothing Sacred? den starken Einfluss der Rolling Stones, als solches hält er es für „sehr gut, ordentlich gespielt und unterhaltsam“. Harald Inhülsen bezeichnet in seiner Kritik aus dem Jahr 1984, die er für den Musikexpress schrieb, das zweite Studioalbum Is Nothing Sacred? als „Klavier-geschwängertes Popalbum“. Das dritte Album The Method to Our Madness hält er für ein „wahres Heavy Metal-Album mit harten Rock ’n’ Roll-Gitarren“; er sieht den Einfluss der Ramones und schreibt, dass Stiv Bators immer noch den „rüden Charme eines Alice Coopers mit seinem frenetischen Gesang“ verbreite, während Brian James dazu seine „schweren Gitarren-Eskapaden“ pflanze.

## Diskografie (Auswahl)

### Singles
- 1982 New Church
- 1982 Open Your Eyes / A Question of Temperature
- 1982 Russian Roulette
- 1983 Dance With Me
- 1984 M-Style
- 1985 Like a Virgin (Cover von Madonna)
- 1985 When the Blood Runs Cold / Gun Called Justice
- 1987 Making Time
- 1987 A Question of Temperature / Fortune Teller
- 1987 Dance with Me (1987  Version) / Walking the Dog

### Studioalben
- 1982 The Lords of the New Church
- 1983 Is Nothing Sacred?
- 1984 The Method to Our Madness

### Kompilation
- 1985 Killer Lords

### Live-Alben
- 1988 Scene of the Crime (Doppelalbum) hauptsächlich aufgenommen im Volkshaus Zürich am 19. Januar 1985.
- 1988 Live at the Spit USA-Tour 1984
- 1989 Second Coming Split-LP mit The Evil-Boys / The Lords of The New Church Mitschnitt während der BRD-Tour, 1988

### Spätere Veröffentlichungen
- 2000 Anthology
- 2002 The Lords Prayers (Doppelalbum mit Live-Aufnahmen von 1985 und 1988)
- 2003 Farewell Tour 1988 (Live-Album)
- 2003 Stories at Dusk (Kompilation)
- 2006 Lords of the New Church – Live from London Aufzeichnung aus dem Marquee Club, 1984
- 2007 Rockers (Kompilation)